# Almeida (kommun i Colombia, Boyacá, lat 4,92, long -73,41)
Almeida är en kommun i Colombia.   Den ligger i departementet Boyacá, i den centrala delen av landet, 80 km öster om huvudstaden Bogotá. Antalet invånare är 2 294.